# Gato-dos-pampas
O gato-dos-pampas (Leopardus colocola), também conhecido pelo nome de gato-palheiro (ou gato-palheiro-dos-pampas), é um mamífero da família dos felídeos. É chamado de gato-dos-pampas por viver normalmente em lugares abertos, pastos com capim alto e poucas árvores.É considerado um felino de pequeno porte, mede entre 60 cm a 1 metro e pesa  de 1,7 a 6,4 kg. Essa espécie apresenta uma vasta distribuição na América Latina e pode ser encontrado em diversos ambientes. Existem registros de hábitos tanto crepusculares-noturnos em região de Cerrado quanto em hábitos noturnos. Sua população varia de 1.262 a 6.394 indivíduos, e se alimenta de mamíferos pequenos e insetos. Essa espécie encontra categorizada como Quase Ameaçada (NT) pela UICN, por conta da perda do seu habitat, caça de retaliações e atropelamentos. E também se encontra na Lista Vermelha da Bahia como espécie ameaçada de extinção.

## Características
É um felino de pequeno porte, mede de 60 cm a 1 metro e pesa de 1,7 a 6,4 kg, e se assemelha ao gato doméstico. Sua expectativa de vida  é de 9 a 18 anos.Possui pelagem que varia do marrom-ferrugem ao cinza-alaranjado bem longa, principalmente na linha dorsal e pode eriçar-se durante certas reações do animal, parda, com bandas transversais amarelas ou marrons, que se estendem do dorso aos flancos, e cauda curta de pelagem espessa, com anéis escuros. Os membros possuem partes negras, e as orelhas são grandes e pontiagudas. Estima-se também que nos próximos 18 anos (três gerações) possa ocorrer o declínio de pelo menos 12% desta população em razão da perda e fragmentação de habitat pela expansão agrícola e silvicultura, além da predação por cães domésticos e atropelamentos.

## Taxonomia
Leopardus pajeros foi descrito a princípio como Felis pajeros por Desmarest em 1816, e por muito tempo esse nome foi usado para denominar os gatos-palheiros, basicamente devido às incertezas sobre a verdadeira identidade de colocolo e se este nome seria válido ou não. Desde que o epíteto específico colocolo ficou bem definido para designar os gatos-palheiros, o nome pajeros ficou restrito ao nível de subespécies. García-Perea, em sua revisão taxonômica sobre essa espécie, reconheceu pajeros como uma espécie plena e englobando sete subespécies: Lyncbailurus pajeros pajeros, L.p. budini, L.p crespoi, L.p crucinus, L. p. garleppi, L. p. steinbacbi e L. p. tbomasi.

## Distribuição geográfica
O gato-dos-pampas apresenta uma vasta distribuição na America do Sul, sendo encontrado principalmente em regiões com predomínio de vegetação tipo campestre e savana, desde campos de altitude até a região andina do Peru, Bolívia, Chile e Argentina, Chaco do Paraguai, Bolívia e Argentina, Cerrado e Pampas ou campos do sul do Brasil, Argentina e Uruguai. No Brasil, a espécie é registrada na região centro-oeste e sudeste (Mato Grosso do Sul, sul-sudeste do Mato Grosso, Goiás, Tocantins, sul do Maranhão e Piauí, oeste da Bahia, oeste-noroeste de Minas Gerais e oeste de São Paulo) e na região sul (metade sul do estado do Rio Grande do Sul).

## População e comportamento
Sua população varia de 1.262 a 6.394  indivíduos. A quantidade de indivíduos tende a diminuir porque essa espécie se encontra ameaçada devido a perda e fragmentação de habitat pela expansão agrícola e silvicultura, além da predação por cães domésticos e atropelamentos. Estimar-se que nos próximos 18 anos possa ocorrer decaimento de 12% dessa população por conta dessas ameaças. Existe pouca informação sobre a reprodução do Gato-dos-pampas em relação a seu comportamento reprodutivo, e as informações que existem vieram de cativeiros. Uma fêmea de cativeiro reproduziu pela primeira vez com dois anos de idade e o tempo de gestação durou 80 a 85 dias. Sua época reprodutiva no hemisfério norte é de abril a julho e a quantidade filhotes variam de 1 a 3.

## Habitat e ecologia
O gato-dos-pampas é a espécie de felino sul-americano que coabita uma grande quantidade de habitats diferentes, não somente áreas abertas, mas também florestas. No brasil, ele ocorre em baixa densidade nos biomas Cerrado, Pantanal e Pampa, principalmente nas áreas bem preservadas, sendo observado com mais frequência nas Unidades de Conservação. Essa espécie no seu ambiente natural pode ser encontrada em ambientes alterados, como áreas de cultivos agrícolas, além de áreas vizinhas, campos-áreas agricultáveis e Cerrado-pastos. Os hábitos da espécie variam geralmente em dependência do tipo de ambiente e com a composição da comunidade de carnívoros da região. Existem registros de hábitos tanto crepusculares-noturnos em região de Cerrado quanto em hábitos noturnos. A cadeia alimentar dessa espécie engloba, principalmente pequenos mamíferos, e insetos. Por meio de pesquisas de analises das fezes dessa espécie a fim de saber quais micro vertebrados eram predados pelo Leorpadus pajeros, 92% do que foi encontrado correspondiam a mamíferos, representados exclusivamente por roedores; 5,3% correspondiam a lagartos e apenas 2,7% a aves

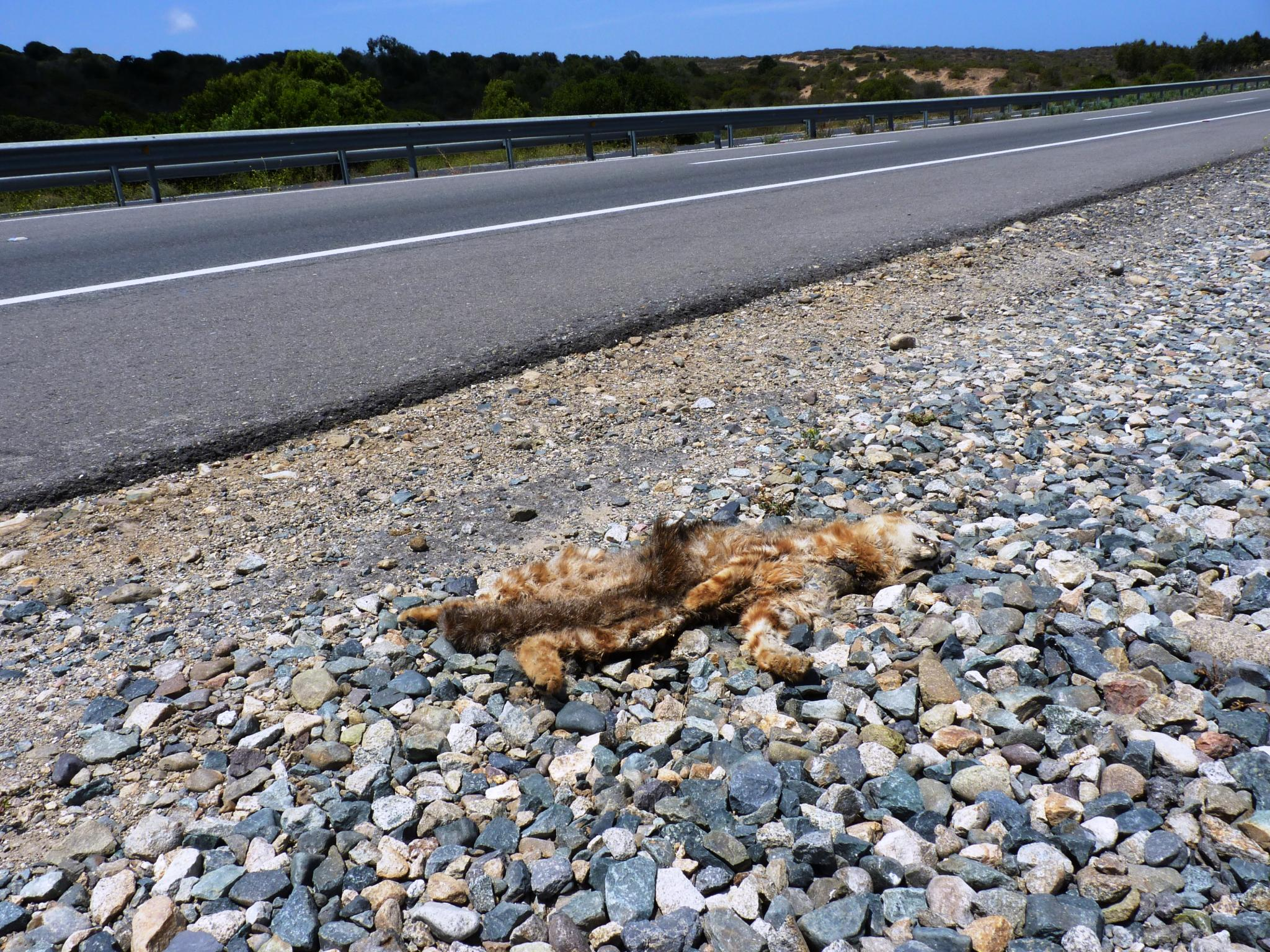
Gato-dos-pampas atropelado.

## Ameaças
As ameaças em relação a essa linhagem são várias, a mais comum que acontece com várias espécies atualmente é a perda do habitat devido à expansão agrícola, que acontece tanto no Cerrado quanto no Pampa, e também pela silvicultura que ocorre basicamente no Pampa. Ele aparece como uma das espécies ameaçadas no bioma Pampa.Somado a isso, as práticas históricas de queima de pastagens que acontece principalmente no Pampa, como método de manejo para a exploração pecuária. Além disso, atropelamentos são também uma ameaça grave a espécie Leopardus pajeros, já que essa espécie tem uma baixa população e a mortalidade pode ocasionar um grande impacto em algumas subpopulações do país.
A predação por cães domésticos é bastante comum no bioma Pampas e é realizada como caça por retaliação ou preventiva, e ocorrem em muitos casos por incentivo da própria cultura da região. Outro tipo de caça por retaliação é o envenenamento, que é utilizado no Cerrado e Pampa, é um método não seletivo que impacta toda a fauna silvestre. Por fim, existe uma possível sensibilidade da espécie a epizootias, que foi destacada como uma ameaça a espécie ao longo de toda sua distribuição. Todas estas ameaças também estão presentes nos países vizinhos onde o gato-dos-pampas está presente.

## Ações de conservação
O Leopardus pajeros já foi registrada em várias Unidades de Conservação ao longo da sua distribuição e acredita-se que conforme forem aumentados os estudos e o números de pesquisadores envolvidos essa espécie seja registrada em mais Unidades de Conservação. Ela se encontra atualmente categorizada como Quase Ameaçada (NT) pela UICN e está incluída no Apêndice II da CITES (Convenção sobre o Comércio Internacional de Espécies Ameaçadas de Fauna e Flora Silvestres), além de estar protegida pela legislação nacional da maioria dos países onde ocorre ou está presente nas respectivas listas de espécies ameaçadas nacionais. O gato-dos-pampas já sofreu bastante com a caça para obtenção de sua pele, que era comercializada, particularmente, como produto de exportação em países como Uruguai e Argentina. Nos dias atuais, isso mudou, a caça legal dessa espécie não é mais permitida, porém, existe a caça de retaliação, praticada de maneira ilegal. Além dessas ações, existem medidas de conservação que podem ser aplicáveis a esta espécie, como destacar a utilização de felinos como "espécies bandeiras" em atividades de Educação Ambiental, em especial o meio rural, dando enfoque as crianças e trabalhadores rurais.É interessante também conduzir novas pesquisas sobre seu comportamento, ecologia e distribuição para que se possa planejar estratégias de conservação de maneira mais eficiente.